# Dodge WC54
Le Dodge WC54 3/4 ton, désignation catalogue G502, est un camion 4 × 4 de la gamme légère WC développée pendant la Seconde Guerre mondiale.  Il fut principalement utilisé comme ambulance par l'armée américaine de 1942 à 1945 puis plus tard, en 1953, au cours de la guerre de Corée par l'US Army Medical Corps.
Dans les années 1960, le WC 54 fut aussi déployé dans les armées de pays européens.
Certains véhicules furent également utilisés par le corps de transmission américain comme camionnettes radio.

## Culture populaire
Comme le WC54 était la principale ambulance utilisée par les forces armées américaines durant la Seconde Guerre mondiale, il est en vedette dans une grande quantité de films de guerre et de séries télévisées, notamment :
- MASH, série télévisée 1972 à 1983
- La Bataille des Ardennes, film de 1965
- Memphis Belle, film de 1990
- Patton, film de 1970
- La Ligne rouge, film de 1998
- Frères d'armes, série télévisée de 2001

## Utilisateurs
Autriche
- Bundesheer

 Belgique
- Armée belge

 États-Unis
- US Army Medical Corps et US Signal Corps

 Royaume-Uni
- Royal Army Medical Corps

 France
Ce modèle d'ambulance était celui utilisé par les Rochambelles, membres de la 2e DB du général Leclerc, pendant la campagne de France en 1944.
- Forces françaises libres

 Grèce
- Force terrestre et Force aérienne

 Norvège
- Armée norvégienne

 Suisse
- Armée suisse : 49 véhicules à partir de 1947

## Galerie d'images

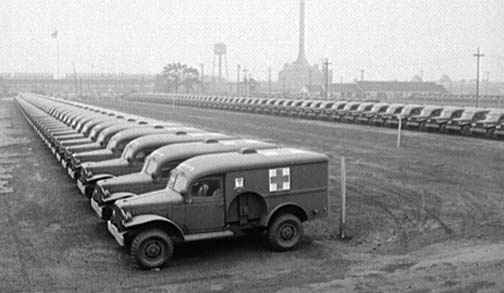
Alignement de WC54 avant livraison
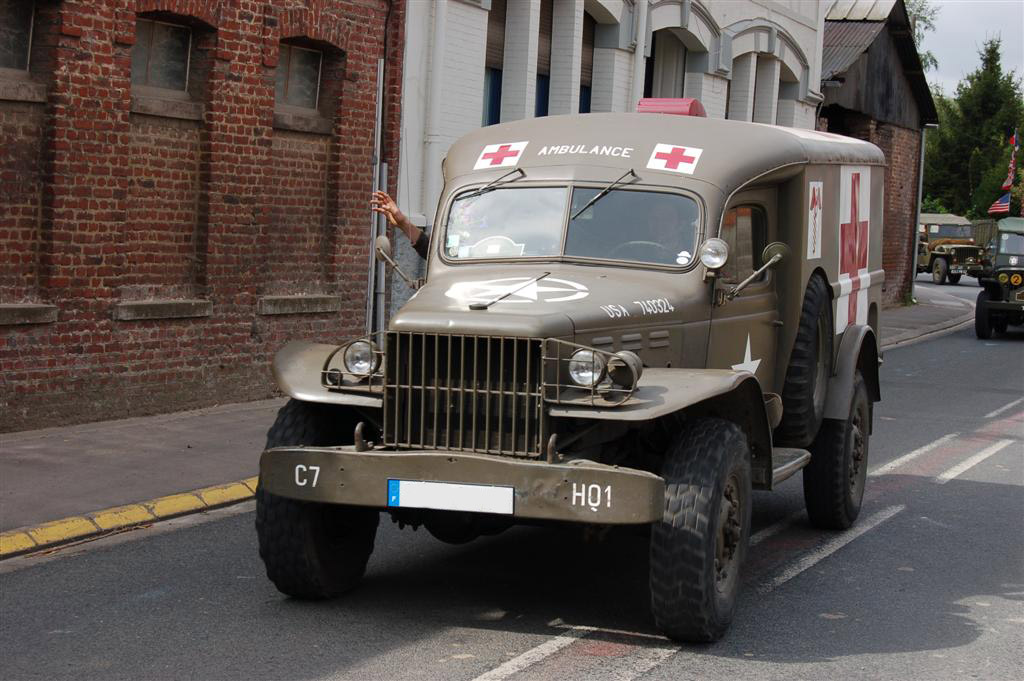
Ambulance restaurée
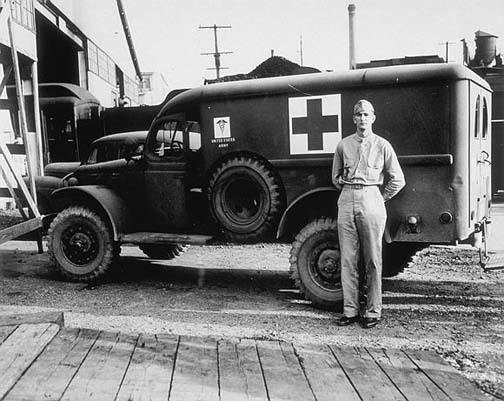
Ambulance en attente de soldats américains blessés en Tunisie
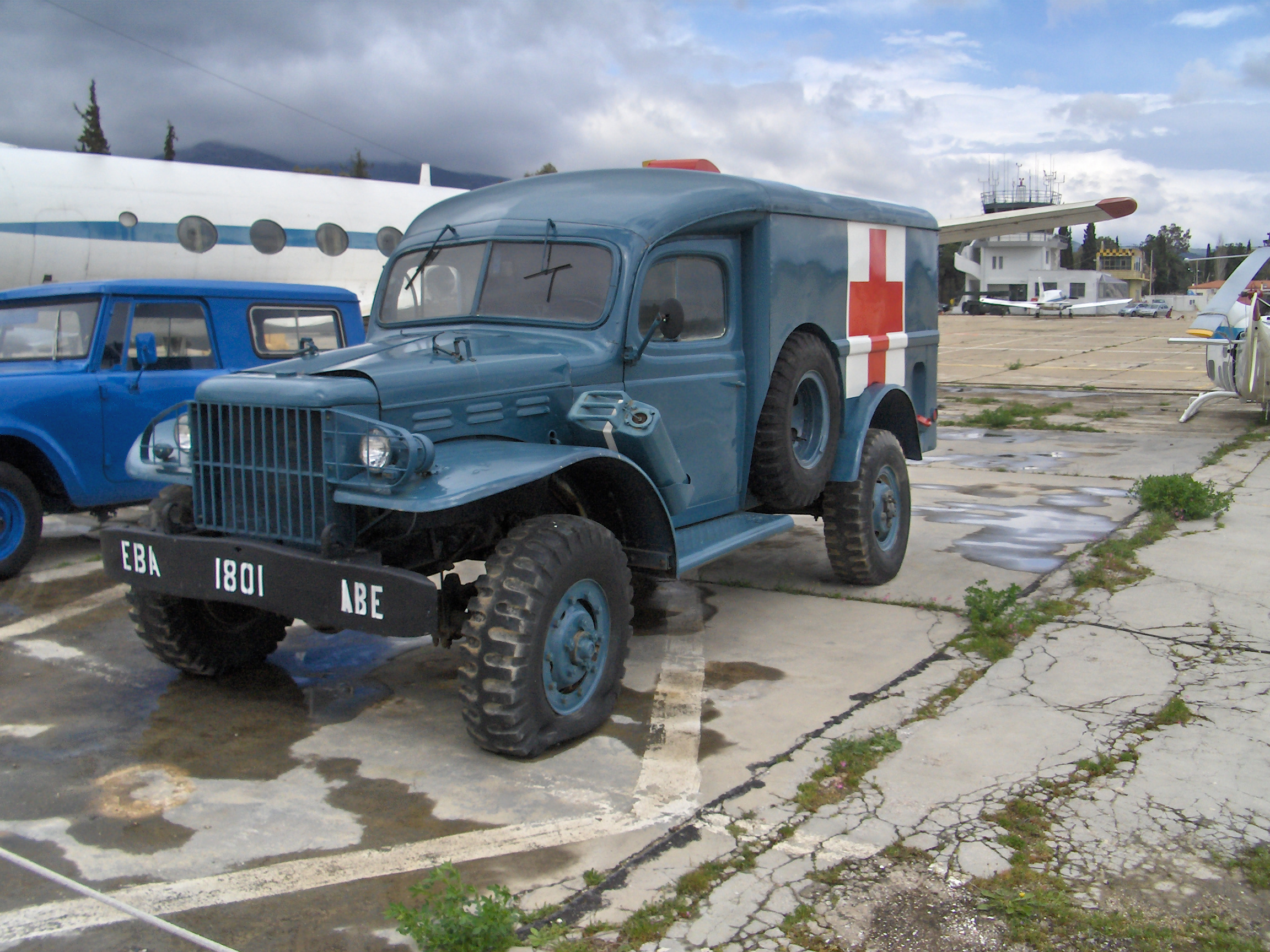
Ambulance de l'armée de l'air grecque
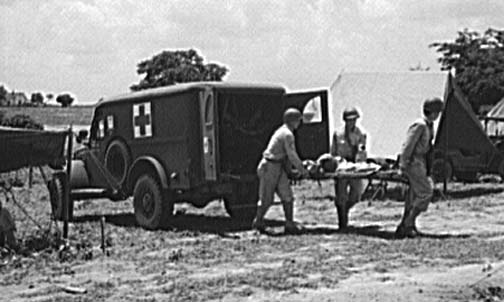
Formation à l'évacuation des blessés (Greenville, Caroline du Sud, juillet 1943)
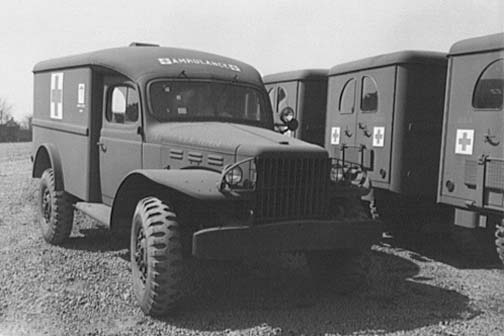
En attente d'expédition (usine Dodge, avril 1943)
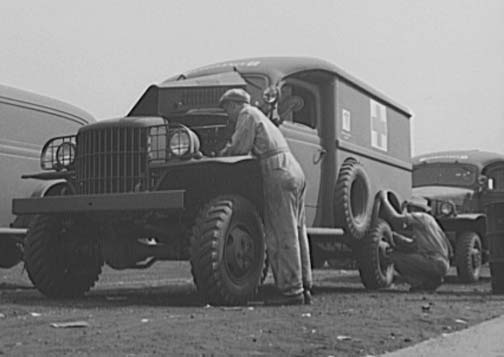
Inspection finale à l'usine de Dodge
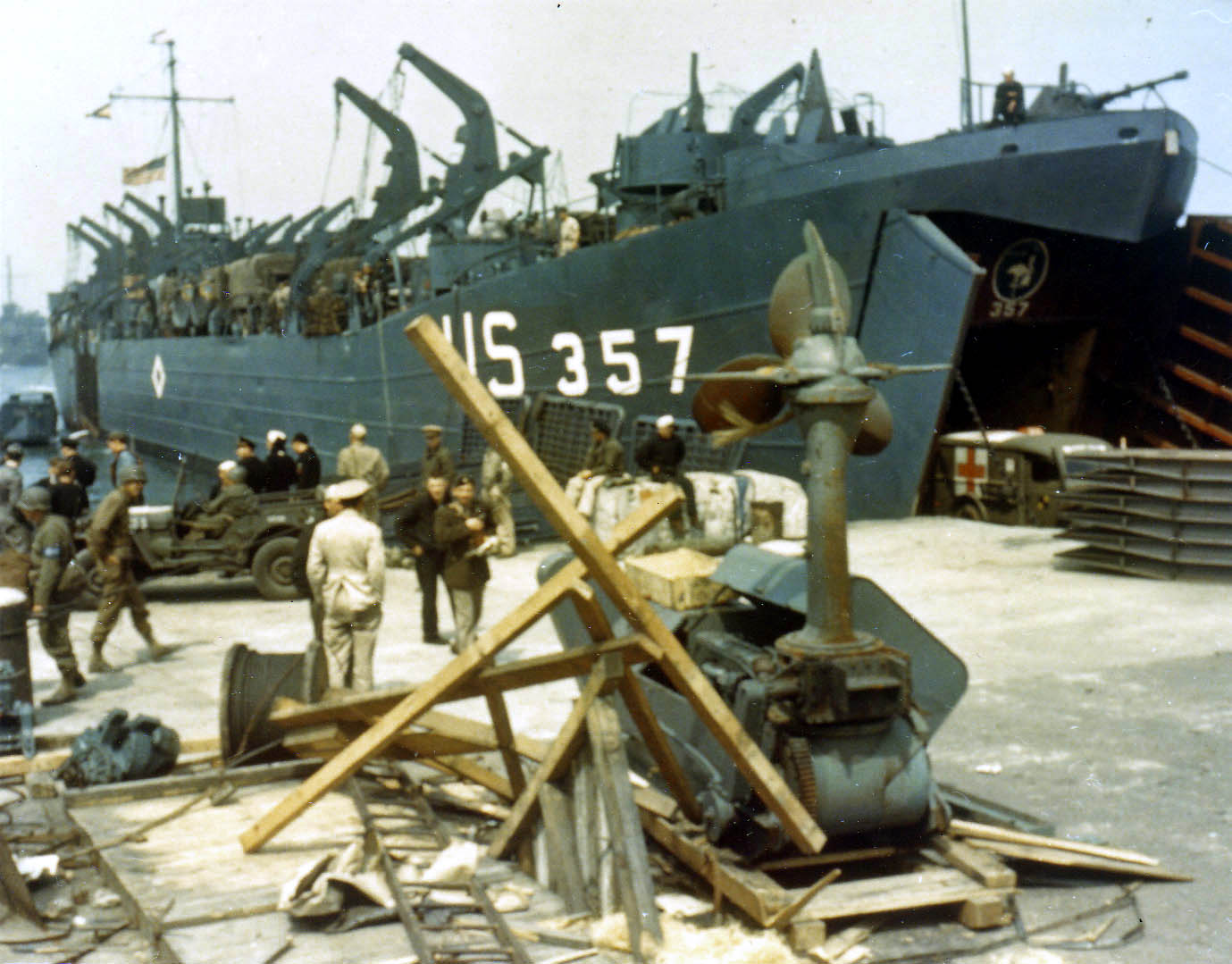
WC54 embarqué dans un LST au début de l'Opération Overlord.
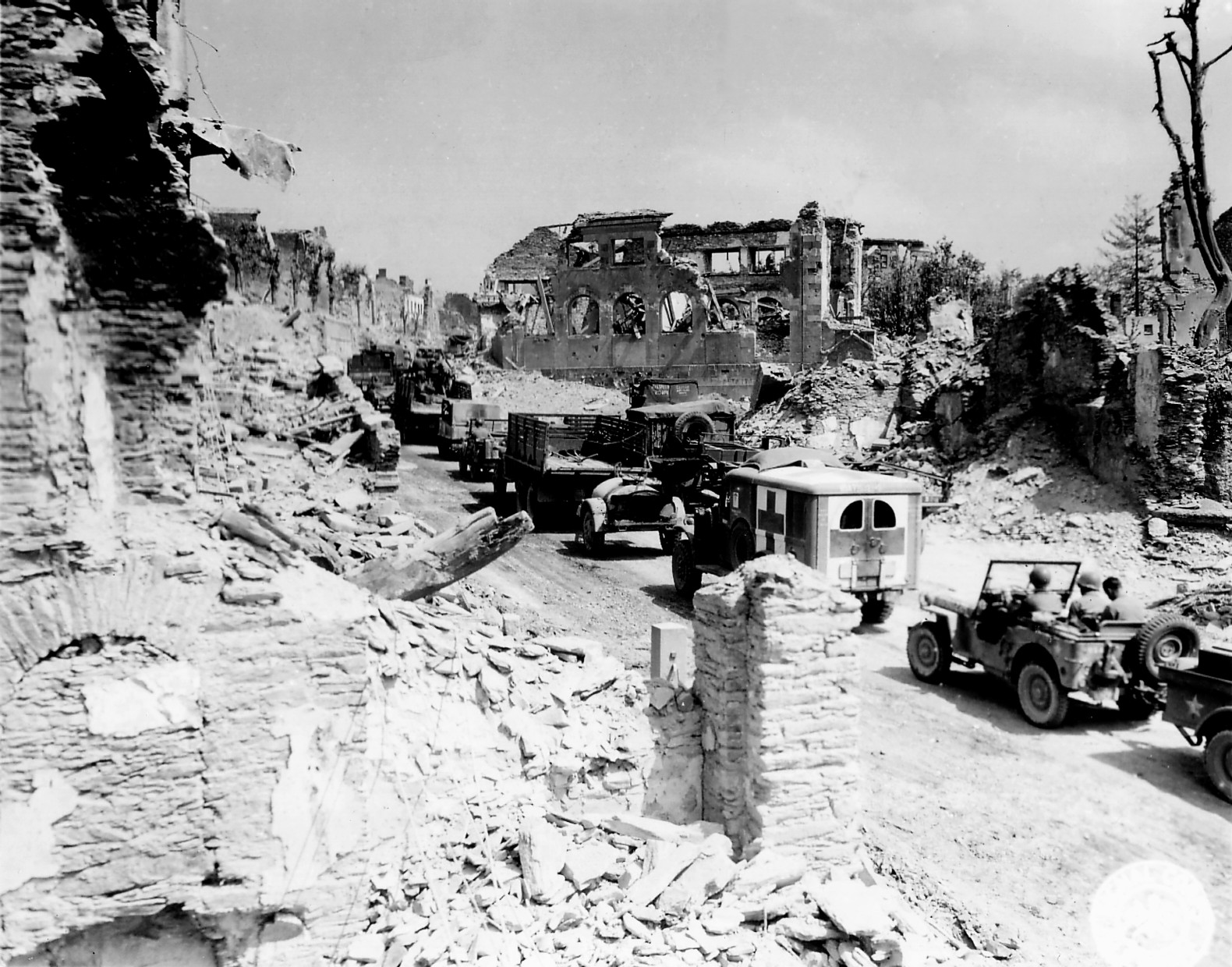
WC54 dans un convoi traversant Saint-Lô dévastée
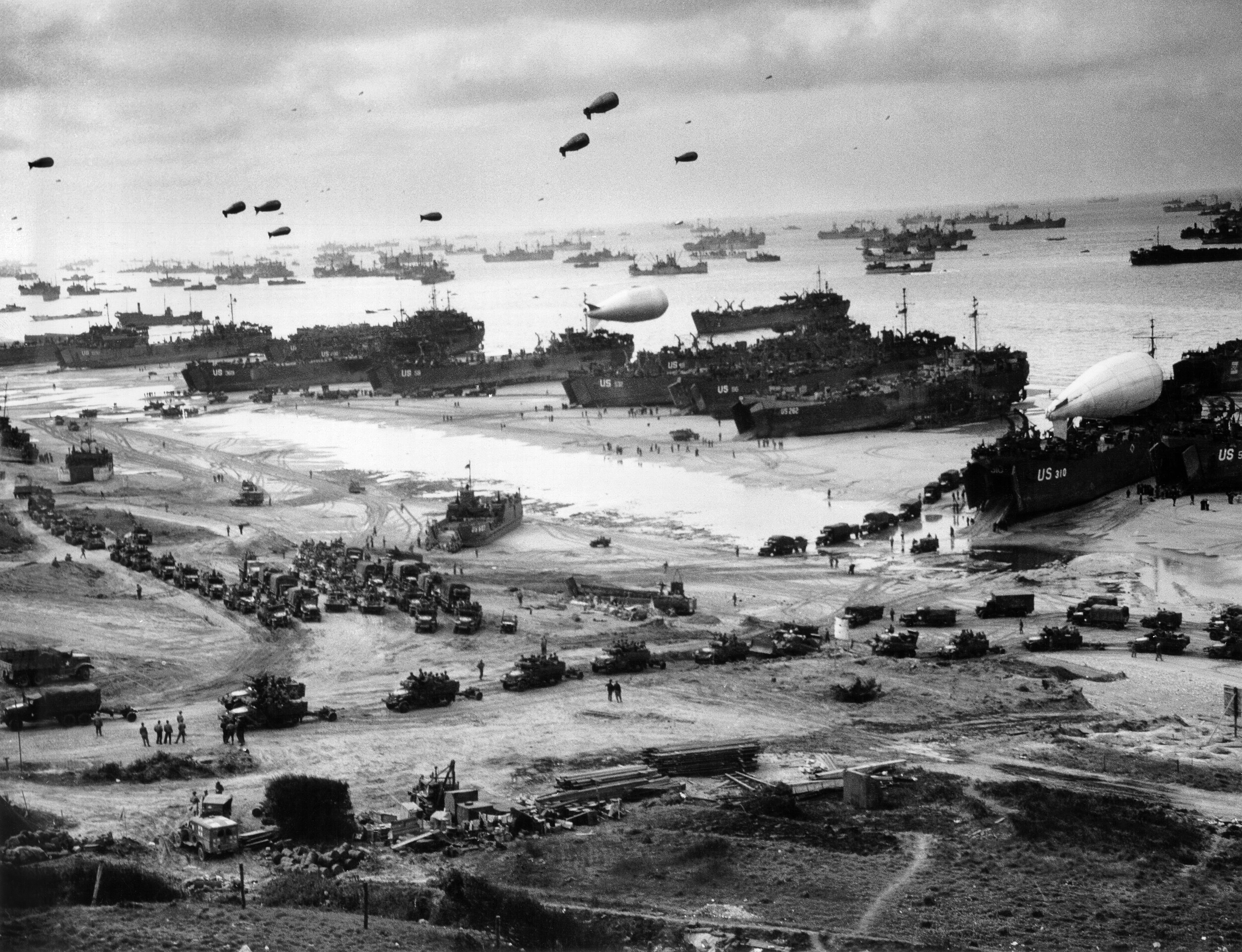
Débarquements, jour J : WC54 au premier plan à gauche.

## Voir également